# Microdalyella abursalis
Microdalyella abursalis är en plattmaskart. Microdalyella abursalis ingår i släktet Microdalyella och familjen Dalyelliidae. Inga underarter finns listade i Catalogue of Life.